# 新登镇
新登镇是中國浙江省杭州市富阳区下辖的一个中心镇，历史上为杭州府新城县，古称东安。
新登镇位于杭州市富阳区西部，距杭州中心城区50公里、富阳23公里，是浙江省首批27个小城市培育试点镇，浙江省第一批千年古城复兴试点单位。2024年，位居全国千强镇排名387名。
城内现存1700余米的明代城墙，是省级文保单位。2020年由国家文物局批准开展新登古城考古研究，并入选2021浙江考古十大重要发现。2025年，国家文物局批复《中国世界文化遗产预备名单》，中国明清城墙（杭州新登古城墙）位列其中。

## 发展现状

### 政治
镇政府驻地为杭州市富阳区新登镇共和南路55号。浙江省政府2010年4月出台的《关于开展小城市培育试点的指导意见》，给予了新登镇，龙港镇、店口镇等21个中心镇正县级待遇。
2021年，新登镇入选浙江省发改委第一批千年古城复兴试点建设名单。

### 经济
2019年新登镇地区生产总值达到79.2亿元，财政总收入达到8.17亿元，实现规上工业总产值239亿元。2024年，该镇实现规上工业总产值508亿元。
辖区内有国家级经济技术开发区——富阳经济技术开发区新登新区，发展定位为杭西先进制造业大平台、浙江传统产业提升发展示范区。新区分为新登区块与永昌区块两大区块，形成了“一中心，三大平台”的空间架构，东至官山溪路，西至秉贤北路、松溪，南至五朝坞，北至红灯岗南麓，其中永昌区块用地面积约0.82平方公里，新登区块用地面积约11.32平方公里。

### 文化
据方志记载，新城之名始于三国东吴黄武五年(226年)，孙权设东安郡，置县新城。后避五代后梁太祖朱温之父朱诚讳，一度更名新登，寓意年谷丰登。民国三年(1914年)，地名普查发现全国存在六个新城县，于是复称新登。
新登历史上有过三次造城，唐初（公元684年）徐敬业起兵，百姓筑城墙，结束有县无城的历史；唐末（公元891年）杜稜历时10月筑城墙，保临安，后人称“杜稜城”；明嘉靖三十五年（1554年）范永龄筑城墙抗倭寇，修建明城。新登古城格局基本奠定于明嘉靖年间。城墙现存完整部分有1714米，高5至7米，是目前浙江省内保存最完整的古城墙之一，为杭州第五批市级文物保护单位。新登镇原有四塔，现存文峰塔联奎塔，为浙江省文物保护单位。
新登地灵人杰，以诗文称著于世者代有其人，唐代著名政治家、右相许敬宗、唐代著名诗人罗隐、五代十国时期著名政治家杜建徽、元代禅宗大师明本、明代光禄寺卿王润德、明代工部侍郎方廉等均出自浙江新城县。

### 教育
现有公立幼儿园两所，公立小学两所，公立初中两所，公立高中、省一级重点中学一所（浙江省新登中学）。

## 行政区划
现辖28个建制村、7个社区、3个股份经济合作社，面积180平方公里：
- 登云社区、东安社区、古城社区、惠来社区、和山村、长兰村、长垄村、九儿村、上山村、双江村、双塔村、湘河村、湘溪村、仙里村、马弓村、湘主村、潘堰村、元村、半山村、双庙村、五里桥村、南津村、昌东村、松溪村、上旺村、官塘村、包秦村、官山村、塔山村、乘庄村、双联村和大山村。

## 历史古迹
1. 联奎塔：该塔为文峰塔，由知县陈吾道等始建于明万历四十六年（1618），清道光二年（1822）知县武新安等重修，2008年再次修缮。按道光《新城县志》记载及附图，原县城附近有通灵塔（又名白塔）、联魁塔、笔峰塔和双江塔四塔，今仅存此塔。
2. 杭州新登古城墙：新登古城墙是浙江省保存最完整的古城墙之一，始建于唐大顺二年（891年），明嘉靖三十五年（1556年）因倭寇入侵，由知县范永龄在唐宋遗址上重建。城墙原长约2100米，现存完整部分1700余米，高5—7米。考古证实，城墙唐代与明代的规模及走向基本一致。配有护城河全长约2400米。
3. 庄泽桥：据民国《新登县志》记载，由明万历年间方廉与其弟方秋建造。桥为三墩四孔平梁桥，横跨松溪，桥面平坦，两端连接乡道，无栏板和望柱。乘庄村现存一块“建庄泽桥记”碑刻，高1.5米，宽0.76米，右款题为“赐进士山岁身都察院右副都御史方廉传，隆庆元年仲春吉旦”，现存于村中广平庙内。[15]
4. 新四军新登战役烈士陵园：位于新登塔山村，为纪念1945年5月29日至6月4日，新四军苏浙军区一纵队一支队、三纵队七支队、四纵队十支队共七千多人与国民党军第七十九师独立三十三旅和增援突击总队第一纵队在新登城及其周围一带的战斗。[15]